# Chalcoscirtus tanyae
Chalcoscirtus tanyae är en spindelart som beskrevs av Logunov, Marusik 1999. Chalcoscirtus tanyae ingår i släktet Chalcoscirtus och familjen hoppspindlar. Inga underarter finns listade i Catalogue of Life.